# فارس آل عقيل
فارس محمد حسين آل عقيل من مواليد ولد 1995/10/22 لاعب كرة قدم سعودي محترف، يلعب في خط الوسط.

## مسيرة ا للاعب
لعب سابقاً في نادي نجران ونادي عفيف ونادي النجوم ونادي الصقر.